# ورلد دیوتی فری
ورلد دیوتی فری (انگلیسی: World Duty Free) شرکت خرده‌فروشی سوئیسی است، که در سال ۲۰۱۳ تأسیس شد.